# スラポン・ソムバッチャルーン
スラポン・ソムバッチャルーン（タイ語: สุรพล สมบัติเจริญ、英: Suraphol Sombatcharoen、1930年9月25日 - 1968年8月16日）は、タイの歌手。本名：ラムドゥアン・ソムバッチャルーン空軍中尉（พันจ่าอากาศโท ลำดวน สมบัติเจริญ）。1954年にタイ空軍の歌手として業界に入り、「ルクトゥンの王様」の異名を持つまでになる。1968年8月16日に死去。

## 略歴
スパンブリー県、スパンブリー市の中心部タピーリアン地区に生まれる。比較的裕福な家庭の6人きょうだいの次男として育つ。父はプルン・ソムバッチャルンという名で役場の会計事務役の地方公務員だった。母はウオンという名で専業主婦の傍ら小規模な商売を営んでいた。
小学校卒業後はカンナスッ校へ進むが、学業は振るわなかった。その後、兵役逃れのため海軍医学科へ進み、音楽隊に所属する。ここでスラポンの美しい歌声が評判となるが、兵役逃れが発覚し、逮捕された。もはやこれまでかと思われたが、空軍のエークラポーッ・ワンナポーン（タイ空軍のボクシング・クラブの創設者であり、戦闘機部隊の責任者）という上官がスラポンを呼びつけ、王立タイ空軍バンドに入隊するなら全ての咎は不問に付すとの申し出があり、スラポンはこれを承諾。こうして後の「ルクトゥン（ลูกทุ่ง）の王様」が誕生することになる。
初録音は1953年のน้ำตาลาวเวียง（ヴィエンチャンの涙）。その後もชูชกสองกุมาร（二人の子を抱く）、สาวสวนแตง（西瓜少女）、เป็นโสดทำไม（なぜ独身なの）、ของปลอม（偽物）、หนาวจะตายอยู่แล้ว（寒くて死にそうだ）、หัวใจผมว่าง（空虚な心）、สวยจริงน้อง（とびきり美しい娘）、ขันหมากมาแล้ว（結納が来た）、น้ำตาจ่าโท（軍曹の涙）、มอง（じろじろ見る）など多数録音を残す。
やがてタイの歌謡史上に輝く大ヒット曲ลืมไม่ลง（忘れないで）の流行で、一躍スラポン・ソムバッチャルーンの名はタイ国民に遍く知られることとなる。これはเจือ รังแรงจิตร（チュー・ランレンチット）の歌うแมมโบ้ร็อค（マンボ・ロック）、またはชุติมา สุวรรณรัต（チュティマ・スワナラット）やสมพงษ์ วงษ์รักไทย（ソムポン・ウオンラックタイ）の歌うบางกอกช่ะช่ะช่ะ（バンコク・チャチャチャ）といった大御所のスタンダード曲よりも頻繁に歌われる国民的ヒット曲であった。スラポンのヒット曲の殆どは、จำรัส วิภาตะวัตร（ジャムラット・ウイパータワット）率いるクンヌン・シラピン（ชุมนุมศิลปิน - アーティスト集団という意味）というバンドが伴奏をつとめている。
スラポンが敬愛して止まなかったのはプラサン・シンチャル（ประสาน ศิลป์จารุ)というルクトゥン歌謡の開祖の一人だった。彼の歌声がウォラチャック・ラジオ放送局（สถานีวิทยุกระจายเสียงวรจักร 現・Radio Thailand）から流れたのが、タイで初めてのルクトゥン放送だった。その歌声を聴いて以来、プラサンはスラポンの歌の出発点であり、師であり、原動力になった。
人気を博してからも、スラポンはルクトゥンの王様として君臨し続け、代表曲 ลืมไม่ลง（忘れないで）、ดำเนินจ๋า（運搬）、แซ่ซี้อ้ายลื้อเจ็กนั้ง（一族郎党）、หัวใจเดาะ（失恋）、สาวสวนแตง（西瓜畑の娘）、น้ำตาจ่าโท（軍曹の涙）、สนุกเกอร์（スヌーカー）、นุ่งสั้น （短い服）、จราจรหญิง（婦人交通）、เสน่ห์บางกอก（バンコクの魅力）、そして16 ปีแห่งความหลัง（16年まえの場所）など、次々とヒット曲を放った。
ルクトゥンの王様と呼ばれるだけあって、ルクトゥンを多く歌ったが、その歌唱はビブラートを抑えた都会的なものだった。ルクトゥンはタイの田舎歌であるが、その対極をなすルククルン（ลุคกรุง）に通じる歌唱法で、彼の持ち歌には曲調もルククルンとしか分類できないような曲も多く存在する。
ここでルククルン について少し説明する。ルクトゥンは直訳すると「田舎の子」で、田舎の歌ッコみたいな意味になる。対してルククルンは直訳すると「都市の子」で、都会の歌を指す。現在、ルクトゥンは未だ隆盛を誇る現役の音楽だが、ルククルンは廃れてしまった懐メロのような扱いである。タイの伝統的民族楽器も積極的に用い、泥臭い感じのルクトゥンに対し、基本的に西洋楽器のみの使用で、編曲も都会的なのがルククルンである。
さて、ルクトゥンでは、コンサートやテレビ出演時に歌手が歌っている後ろで踊る踊り子達がいるのが通常である。
タイで最初にバックダンサーを引き連れて歌ったのがスラポンで、1964年から1967年の間のことだった。初めは4人だったのが6人に増え、人数が多ければ多いほど豪華ということになった。バックダンサーを従えるスタイルは、ルクトゥンだけでなく、モーラムその他の歌謡にも飛び火した。
この踊り子たちを称して「ハンクルアン（หางเครื่องｰ直訳：機械仕掛けの尾）」と呼ぶのだが、これは最初の踊り子達の出身地が全員チョンブリー県サタヒップ郡バーンサレイ（บางเสร่）村のハンクルアン集落（หมู่บ้านหางเครื่อง）の出身だったことからスラポンが命名した。踊り子の衣装も現在のように肌の露出が多いものではなく、1966年までは洋服に鳥の尾を模した飾りを縫い付けただけのものだった。
ダンサーの手配は、スラポン自身が行っていたが、1968年の彼の死去により、以後の他の歌手へのダンサーの手配は未亡人のシームワン・ソムバッチャルーン（ศรีนวล สมบัติเจริญ ）に引き継がれた。その後、ダンサーの数は10人にまで増え、ルクトゥン舞台の重要な要素となった。
また、彼は歌手としてだけでなく、数多くの曲も書いた。自分の歌う曲だけでなく、ポーンシリ・ワラヌット（ผ่องศรี วรนุช）、プライワン・ルークペット（ ไพรวัลย์ ลูกเพชร ）、ラオンダオ・スカオドゥアン（ละอองดาว สกาวเดือน）、ヨンユット・チャォウチャンチャイ（ยงยุทธ เชี่ยวชาญชัย）、ムアンモン・ソムバッチャルーン（ เมืองมนต์ สมบัติเจริญ）、コンワンパイ・ルークペット（กังวาลไพร ลูกเพชร）などの歌手のためにも曲を書下した。
1968年8月16日深夜、ナコンパトム県カムペーンセーン郡トゥンクラパーンホムで舞台がはねた後、ノンプラライ寺院向かいのマーライメン通り路上で何者かに銃撃され、死亡。わずか37歳10ヶ月の生涯だった。
シームワン・ソムバッチャルーン（ศรีนวล สมบัติเจริญ）婦人との間に5人の子をもうけた。うち、息子のスラチャイ・ソムバッチャルーン（สุรชัย สมบัติเจริญ）は歌手・俳優・ラジオDJ・政治家として活躍している。

## 受賞歴
死後、以下の受賞がある。
- 1989年9月12日、シリントーン女王から「第1回ルクトゥン優秀音楽賞」を受賞
- 1991年7月7日、同じくシリントーン女王から「傑出した音楽作曲賞」を受賞
- 1994年9月18日、同じくシリントーン王女から「王室賞」と「ルクトゥン文化的価値の継承音楽賞」の2つの賞を受賞
- 1994年10月18日、「タイ文化を促進する最も良いバラード賞」受賞

## 作品
タイ語リスト
代表曲
- Siew Sai (เสียวใส้ 痒い服)
- Khong Plom (ของปลอม 偽物)
- Khon Hua Lan (คนหัวล้าน 禿男)
- Sae See Ai Lue Jek Nung (แซซี้อ้ายลือเจ็กนัง よく知っている)
- Yik Tao Low Suea (ยิกเท้าโหลซัวะ 恥ずかしがり屋)
- Luem Mai Long (ลืมไม่ลง 忘れないで)
- Kaew Luem Dong (แก้วลืมดง 忘れられたグラス)
- Sip Hok Pee Haeng Kwam Lang (สิบหกปีแห่งความหลัง 16年まえの場所)

## 参照
1. ↑  Khanthong, Thanong (September 6, 2002). "OVERDRIVE: PM Thaksin to embrace Suraphol Doctrine?"
2. ↑   The Nation
3. ↑  "SUNDAY TALK: 'Look thung' family keeps going strong", August 26, 2001, The Nation
4. ↑  Napack, Jonathan (May 12, 1999) "A revival of authentic Thai pop", The New York Times
5. ↑  สมเกียรติ บุญศิริ, หางเครื่อง สีสันวงดนตรีลูกทุ่ง นิตยสารผู้จัดการ ธันวาคม 2550